# Bajacalia crassifolia
Bajacalia crassifolia là một loài thực vật có hoa trong họ Cúc. Loài này được (S.Watson) "Loockerman, B.L.Turner & R.K.Jansen" mô tả khoa học đầu tiên năm 2003.